# Pelastoneurus miritarsus
Pelastoneurus miritarsus är en tvåvingeart som beskrevs av Grichanov 2004. Pelastoneurus miritarsus ingår i släktet Pelastoneurus och familjen styltflugor.
Artens utbredningsområde är Angola. Inga underarter finns listade i Catalogue of Life.